# Zmajček
Zmajček je ilustrirana slovenska revija, namenjena predšolskim otrokom in otrokom v prvem triletju devetletne osnovne šole. Izhaja od leta 1994, izdaja pa jo Studio Hieroglif. Revija izhaja v začetku meseca, v šolskem letu izide 10 številk (julija in avgusta ne izide).